# Treigny
Treigny és un municipi francès, situat al departament del Yonne i a la regió de Borgonya - Franc Comtat. L'any 2007 tenia 874 habitants.

## Demografia

### Població
El 2007 la població de fet de Treigny era de 874 persones. Hi havia 391 famílies, de les quals 144 eren unipersonals (92 homes vivint sols i 52 dones vivint soles), 139 parelles sense fills, 80 parelles amb fills i 28 famílies monoparentals amb fills.
La població ha evolucionat segons el següent gràfic:
Habitants censats

### Habitatges
El 2007 hi havia 770 habitatges, 408 eren l'habitatge principal de la família, 307 eren segones residències i 55 estaven desocupats. 741 eren cases i 12 eren apartaments. Dels 408 habitatges principals, 334 estaven ocupats pels seus propietaris, 62 estaven llogats i ocupats pels llogaters i 13 estaven cedits a títol gratuït; 8 tenien una cambra, 28 en tenien dues, 91 en tenien tres, 126 en tenien quatre i 155 en tenien cinc o més. 260 habitatges disposaven pel capbaix d'una plaça de pàrquing. A 216 habitatges hi havia un automòbil i a 139 n'hi havia dos o més.

### Piràmide de població
La piràmide de població per edats i sexe el 2009 era:
| Homes | Edats   | Dones |
| ----- | ------- | ----- |
| 4     | 95 o +  | 0     |
| 0     | 90 a 94 | 4     |
| 4     | 85 a 89 | 8     |
| 8     | 80 a 84 | 4     |
| 24    | 75 a 79 | 44    |
| 24    | 70 a 74 | 24    |
| 52    | 65 a 69 | 32    |
| 52    | 60 a 64 | 28    |
| 16    | 55 a 59 | 56    |
| 40    | 50 a 54 | 48    |
| 12    | 45 a 49 | 48    |
| 36    | 40 a 44 | 12    |
| 12    | 35 a 39 | 8     |
| 12    | 30 a 34 | 20    |
| 16    | 25 a 29 | 16    |
| 28    | 20 a 24 | 16    |
| 40    | 15 a 19 | 24    |
| 16    | 10 a 14 | 12    |
| 4     | 5 a 9   | 8     |
| 16    | 0 a 4   | 4     |

## Economia
El 2007 la població en edat de treballar era de 490 persones, 322 eren actives i 168 eren inactives. De les 322 persones actives 284 estaven ocupades (161 homes i 123 dones) i 38 estaven aturades (20 homes i 18 dones). De les 168 persones inactives 61 estaven jubilades, 27 estaven estudiant i 80 estaven classificades com a «altres inactius».

### Ingressos
El 2009 a Treigny hi havia 430 unitats fiscals que integraven 879,5 persones, la mediana anual d'ingressos fiscals per persona era de 15.238 €.

### Activitats econòmiques
Dels 44 establiments que hi havia el 2007, 1 era d'una empresa extractiva, 1 d'una empresa alimentària, 1 d'una empresa de fabricació de material elèctric, 4 d'empreses de fabricació d'altres productes industrials, 6 d'empreses de construcció, 8 d'empreses de comerç i reparació d'automòbils, 2 d'empreses de transport, 5 d'empreses d'hostatgeria i restauració, 2 d'empreses financeres, 3 d'empreses de serveis, 3 d'entitats de l'administració pública i 8 d'empreses classificades com a «altres activitats de serveis».
Dels 13 establiments de servei als particulars que hi havia el 2009, 2 eren oficines bancàries, 1 funerària, 2 tallers de reparació d'automòbils i de material agrícola, 3 paletes, 2 fusteries, 1 electricista, 1 perruqueria i 1 restaurant.
Dels 2 establiments comercials que hi havia el 2009, 1 era una botiga de més de 120 m² i 1 una botiga de menys de 120 m².
L'any 2000 a Treigny hi havia 35 explotacions agrícoles que ocupaven un total de 2.820 hectàrees.

## Equipaments sanitaris i escolars
El 2009 hi havia 1 escola maternal i 1 escola elemental.

## Poblacions més properes
El següent diagrama mostra les poblacions més properes.